# قائمة زملاء الجمعية الملكية المنتخبين في 1935
هذه الصفحة تعرض قائمة زملاء الجمعية الملكية المُنتخبين لعام 1935.None

## الزملاء
- John Read (chemist) [الإنجليزية]‏
- William Herbert Hatfield [الإنجليزية]‏
- Herbert Graham Cannon [الإنجليزية]‏
- جون ستيوارت فوستر
- Neil Kensington Adam [الإنجليزية]‏
- George Edward Briggs [الإنجليزية]‏

## الأعضاء الأجانب
- إرفينغ لانغموير